# Ursula Howells
Ursula Howells (* 17. September 1922 in London-Hammersmith; † 16. Oktober 2005 in Petworth, West Sussex, Vereinigtes Königreich) war eine britische Schauspielerin bei Bühne, Film und Fernsehen.

## Leben und Wirken
Die Tochter des Komponisten Herbert Howells ging an der Londoner St. Paul’s School zur Schule und begann ihre Bühnentätigkeit 1939 an der Dundee Repertory Theatre Company mit dem Stück Bird in Hand. Nach zahlreichen weiteren Theaterauftritten im heimischen England (ab 1942 in Oxford, seit 1945 in London) schaffte es die Künstlerin im März/April 1951 mit Springtime for Henry sogar an den Broadway in New York. Bereits 1946 hatte sie ihr Debüt vor der Kamera gegeben. Zunächst sah man Ursula Howells in Fernsehproduktionen, zumeist nach literarischen Vorlagen von so grundverschiedenen Autoren wie Ronald Millar, Alexander Puschkin, William Shakespeare und Ian Hay. Im Laufe der 1950er Jahre kamen auch Angebote vom Kinofilm hinzu.
Ursula Howells verkörperte häufig elegante, damenhafte Upper-Class-Ladies, oftmals aus dem Großbürgertum sowie Adel und Hochadel wie etwa die Frances Forsyte in der legendären BBC-Serie Die Forsyte Saga aus dem Jahre 1966, die in den 1970er Jahren auch mit großem Erfolg in der ARD lief, die Madame Bersac in einer weiteren Fernsehserie, Ryan International (1970), die Duchess of Buckminster in zwei Folgen der gleichfalls auch in Deutschland populären Serie Das Haus am Eaton Place (1975) und als Lady Doughty in The Tichborne Claimant, ihrem letzten Kinofilm (1997). Daneben sah man die Londoner Künstlerin aber auch hin und wieder in einigen kostengünstig hergestellten Gruselfilmen, wie etwa den beiden 1960er-Jahre-Produktionen Die Todeskarten des Dr. Schreck und Der Foltergarten des Dr. Diabolo. Zuletzt wirkte Ursula Howells 2001 in einer Folge der britischen Krimiserie Inspector Barnaby mit.
Ursula Howells war von 1968 bis zu seinem Tod 1988 mit dem britischen Bühnen-, Film- und Fernsehschaffenden Anthony Pelissier verheiratet. Dieser Beziehung entstammte eine Tochter.

## Filmografie
Bis 1950 ausschließlich Fernsehfilme:
- 1946: Frieda
- 1946: The Queen of Spades
- 1948: The Case of the Frightened Lady
- 1948: The Tragedy of King Lear
- 1948: Tilly of Bloomsbury
- 1950: October Horizon
- 1950: Master of Arts
- 1951: Flesh and Blood (Kino-Debüt)
- 1951: I Believe in You
- 1952: The Cocktail Party (TV-Film)
- 1952: The Oracle
- 1953: The Case of Dr. Ambrose (TV-Film)
- 1953: The Weak and the Wicked
- 1954: So etwas lieben die Frauen (The Constant Husband)
- 1955: The Gilded Cage
- 1955: Die letzte Frist (They Can’t Hang Me)
- 1956: Der lange Arm (The Long Arm)
- 1956: West of Suez
- 1957: Die Rechnung ist beglichen (Account Rendered)
- 1957: Joyous Errand (TV-Serie)
- 1959: Mine Own Executioner (TV-Film)
- 1961: Warning Signal (TV-Film)
- 1961: Two Letter Alibi
- 1963: 80,000 Suspects
- 1964: The Sicilians
- 1964: Die Todeskarten des Dr. Schreck (Dr Terror’s House of Horrors)
- 1966: Emergency Ward 10 (TV-Serie)
- 1966: Der Foltergarten des Dr. Diabolo (Torture Garden)
- 1967: Die Forsyte Saga (The Forsyte Saga) (Fernsehserie)
- 1967: Geheimauftrag K (Assignment K)
- 1968: Der Mann mit dem Koffer (Man in a Suitcase) (TV-Serie, 1 Folge)
- 1969: Tödlicher Salut (Crossplot)
- 1969: Mord nach Art des Hauses (Mumsy, Nanny, Sonny and Girly)
- 1971: Cousin Bette (TV-Serie)
- 1973: Father, Dear Father
- 1976–78: The Many Wives of Patrick (TV-Serie)
- 1982: Something in Disguise (TV-Serie)
- 1985: Bon Voyage (TV-Film)
- 1985–1991: Jim Bergerac ermittelt (Bergerac, TV-Serie, 1 Folge)
- 1995: Heartbeat (TV-Serie, 1 Folge)
- 1997: The Tichborne Claimant
- 2001: The Cazalets (TV-Serie)